# Litauisches Institut für Recht

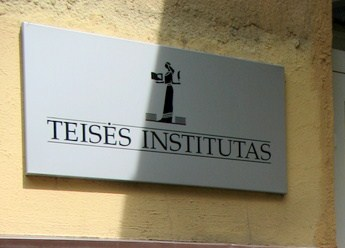
Zeichen

Das Litauische Institut für Recht (litauisch Lietuvos teisės institutas) ist eine auf Initiative der Litauischen Regierung im Jahr 1991 gegründete staatliche wissenschaftliche Forschungseinrichtung, um die Reform des Rechtssystems und der Institutionen der Rechtspflege in Litauen zu koordinieren, sie mit der wirtschaftlichen und sozialen Umstrukturierung des Landes zu verbinden. Der Gründer des Instituts ist das Justizministerium der Republik Litauen. Die Richtung des Instituts ist Öffentliches Recht und Kriminologie. 2008 gab es 35 Mitarbeiter.

## Ziele
Die wichtigsten Ziele des Instituts sind, einen Beitrag zu der Entstehung der wissenschaftlichen Grundlagen für die Reform des litauischen Rechts und des rechtlichen Systems sowie seiner einzelnen Elemente auf der Grundlage der nationalen Erfahrungen und der Errungenschaften der europäischen Rechtsentwicklung, einen Beitrag zur Wahrung der Menschenrechte und der Grundfreiheiten durch die Erarbeitung nationaler wissenschaftlicher Studien als auch für wissenschaftliche angewandte Forschungen auf dem Gebiet des Rechts und des rechtlichen Systems, durch gesetzliche Maßnahmen zur Bildung von günstigen Rahmenbedingungen für die Wirtschaft zu leisten. Die wichtigsten Forschungsbereiche im Institut sind folgende: Öffentliches Recht (Schwerpunkte: Probleme des Verfassungs- und Strafrechts) und Kriminologie (Probleme des Kinderrechtsschutzes und des Jugendrechts).

## Funktionen
Das Institut führt die folgenden Funktionen aus:
- führt die angewandten wissenschaftlichen Forschungen über die Rechtsordnung durch;
- erstellt die rechtlichen und kriminologischen Gutachten von Gesetzen und anderen Rechtsakten sowie von ihren Entwürfen;
- sammelt, analysiert, systematisiert und stellt den staatlichen Institutionen die rechtlichen und kriminologischen Informationen vor;
- veröffentlicht Forschungsergebnisse und methodische Publikationen;
- nimmt an der Fortbildung der Juristen und an der rechtlichen Bildung der Gesellschaft teil;
- beteiligt sich an der Erarbeitung von Gesetzentwürfen und von Entwürfen der anderen Rechtsakten.

## Geschichte
Nach der Wiedererlangung der nationalen Unabhängigkeit Litauens wurde das in der Sowjetzeit gegründete Teismo ekspertizės mokslinio tyrimo institutas (TEI, deutsch Institut für Forensische Forschung) reorganisiert.
Am 23. November 1991 gründete man Teisės institutas. Ab 30. November 1991 hörte man mit der Tätigkeit des Valstybinės teisinės informacijos departamentas prie Teisingumo ministerijos. Im Institut gründete man drei spezialisierte Abteilungen (eine für kriminologische Forschung, eine für vergleichende Rechtswissenschaft sowie eine für Rechtsinformation). 
1993 wurden die Aufgaben der Abteilung für Rechtsinformation an das neu gegründete Zentrum des Justizministeriums (Teisinės informacijos centras, TIC) übergeben. Danach wurde eine Bibliothek im Institut eingerichtet und gab es vier spezialisierte Abteilungen (eine für privatrechtliche Forschung, eine für Verfassungs- und Völkerrechtsforschung, eine für kriminologische Forschung sowie eine Informations-methodische Abteilung). 
Ab 1993 gibt das Institut die juristische Fachzeitschrift „Teisės problemos“ heraus. 1995 fertigte man die Sammlung der historischen Rechtsquellen „Lietuvos valstybės teisės aktai“ (herausgegeben 1996) und bis 2002 den Kommentar der Litauischen Verfassung (verantw. Redakteur Karolis Jovaišas) an.
Von 2005 bis 2008 führte man 52 Forschungen (davon 38 national und 14 international) durch.

## Struktur
Das Institut ist in folgende Abteilungen aufgeteilt:
- Abteilung für kriminologische Forschung (mit der Sektion für Kinder- und Jugendrecht)
- Abteilung für Forschung des Rechtssystems
- Abteilung für Strafjustizforschung
- Abteilung für internationale Verbindungen
- Abteilung für Verlagswesen und allgemeine Angelegenheiten (Fachzeitschrift "Teisės problemos", dt. "Rechtsprobleme").

## Vorstand
- Vorsitzende: Ingrida Mačernytė-Panomariovienė
- Schriftführerin: Laura Ūselė
- Andere Mitglieder: Svetlana Justickaja, Algimantas Čepas, Aušra Pocienė, Skirmantas Bikelis, Salomėja Zaksaitė sowie aufgrund des Beschlusses des litauischen Justizministers ernannte Gytis Andriulionis (Vizeminister der Justiz) und Paulius Griciūnas (Beamter vom Justizministerium).

## Verwaltung
Direktoren
- 1991–1992: Juozas Galginaitis (Prorektor der Universität Vilnius)
- 1992–2002: Antanas Dapšys
- 2002–2009: Algimantas Čepas
- 2009–2010: Petras Ragauskas[4]
- Juli 2010 – 2013: Algimantas Čepas[5]
- 2013: Margarita Dobrynina
- 2013: Algimantas Čepas
- seit 2014: Jurgita Paužaitė-Kulvinskienė

## Mitarbeiter
Ehemalige Mitarbeiter
- Vytautas Andriulis (1937–2017), Rechtshistoriker, Professor
- Genovaitė Babachinaitė (* 1944),  Kriminologin
- Darijus Beinoravičius (* 1974), Rechtsanwalt, Rechtsphilosoph, Professor
- Aurelijus Gutauskas (* 1972), Strafrechtler, Verfassungsrichter, Richter des Obersten Gerichts
- Raimundas Jurka (* 1978), Rechtsanwalt, Strafprozessrechtler, Professor
- Giedrė Lastauskienė (* 1967), Verfassungsrichterin
- Vaida Urmonaitė-Maculevičienė (* 1958), Richterin
- Jonas Algirdas Misiūnas (1933–2015), Strafrechtler, Vorsitzende des sowjetlitauischen Obersten Gerichts und sowjetlitauischer Vizeminister für Justiz
- Alfonsas Vaišvila (* 1942), Rechtsphilosoph, Professor
- Justinas Žilinskas (* 1974), Professor, Dichterjurist, Schriftsteller (Phantast), Kinderautor
- Gintaras Goda (* 1965), Strafprozessrechtler, Verfassungsgerichtspräsident, Richter im Obersten Gericht Litauens
- Danutė Jočienė (* 1970), Völkerrechtlerin, Verfassungsgerichtspräsidentin,  EMRG-Richterin
- Jonas Misiūnas (1933–2015), Präsident des sowjetlitauischen Gerichtshofs
- Remigijus Šimašius (* 1974), Politiker, Bürgermeister von Vilnius,  Justizminister und Seimas-Mitglied, Präsident des Instituts für freien Markt
- Rokas Uscila (* 1974), Kriminologe, Viktimologe, Vizeminister der Justiz
- Regina Valutytė (* 1982), Politikerin, Vizeministerin und Professorin
- Salomėja Zaksaitė (* 1985), Schachspielerin, Sport-Strafrechtlerin und Kriminologin